# Curling-Weltmeisterschaft der Damen 2014
Die Ford Curling-Weltmeisterschaft der Damen 2014 fand vom 15. bis 23. März 2014 in der kanadischen Stadt Saint John statt. Austragungsort war die Mehrzweckhalle Harbour Station. Das Turnier gewann das Curling-Team aus der Schweiz.

## Qualifikation
Die folgenden Nationen qualifizierten sich für eine Teilnahme an den Curling-Weltmeisterschaften der Damen 2014:
- Kanada (ausrichtende Nation)
- ein Team aus der Amerika-Zone
  -  Vereinigte Staaten
- die acht besten Teams der Curling-Europameisterschaft 2013
  -  Dänemark
  -  Deutschland
  -  Lettland
  -  Russland
  -  Schottland
  -  Schweden
  -  Schweiz
  -  Tschechien
- Die zwei besten Teams der  Curling-Pazifik-Meisterschaft 2013
  -  Volksrepublik China
  -  Südkorea

## Teams
| Volksrepublik China | Dänemark | Deutschland |
| --- | --- | --- |
| Harbin CC, Harbin Skip: Liu Sijia Third: Jiang Yilun Second: Wang Rui Lead: Liu Jinli Ersatz: She Qiutong                                 | Hvidovre CC, Hvidovre Skip: Madeleine Dupont Third: Denise Dupont Second: Christine Svensen Lead: Lina Knudsen Ersatz: Isabella Clemmensen         | SC Riessersee, Garmisch-Partenkirchen Skip: Imogen Oona Lehmann Third: Corinna Scholz Second: Nicole Muskatewitz Lead: Stella Heiß Ersatz: Frederike Manner |
| Lettland | Kanada | Russland |
| SC OndulatB, Riga Skip: Evita Regža Third: Dace Regža Second: Ieva Bērziņa Lead: Žaklīna Litauniece Ersatz: Iluta Linde                   | Ottawa CC, Ottawa Skip: Rachel Homan Third: Emma Miskew Second: Alison Kreviazuk Lead: Lisa Weagle Ersatz: Stephanie LeDrew                        | Moskvitch CC, Moskau Skip: Anna Sidorowa Third: Margarita Fomina Second: Alexandra Saitowa Lead: Jekaterina Galkina Ersatz: Nkeiruka Jesech                 |
| Schottland | Schweden | Schweiz |
| Currie and Balerno CC, Edinburgh Skip: Kerry Barr Third: Rachael Simms Second: Rhiann Macleod Lead: Barbara McPake Ersatz: Hannah Fleming | Skellefteå CK, Skellefteå Fourth: Maria Prytz Third: Christina Bertrup Second: Maria Wennerström Skip: Margaretha Sigfridsson Ersatz: Sara McManus | CC Flims, Flims Skip: Binia Feltscher Third: Irene Schori Second: Franziska Kaufmann Lead: Christine Urech Ersatz: Carole Howald                            |
| Südkorea | Tschechien | Vereinigte Staaten |
| Gyeonggi-do CC, Gyeonggi-do Fourth: Gim Un-chi Skip: Kim Ji-sun Second: Lee Seul-bee Lead: Um Min-ji Ersatz: Shin Mi-sung                 | CC Sokol Liboc, Prag Skip: Anna Kubešková Third: Tereza Plíšková Second: Klára Svatoňová Lead: Veronika Herdová Ersatz: Alžběta Baudyšová          | St. Paul CC, St. Paul Skip: Allison Pottinger Third: Nicole Joraanstad Second: Natalie Nicholson Lead: Tabitha Peterson Ersatz: Tara Peterson               |

## Round Robin Endstand
| Schlüssel | Schlüssel                     |
| --------- | ----------------------------- |
|           | Qualifiziert für die Playoffs |
|           | Qualifiziert zum Tiebreaker   |

| Rang | Team                | Skip                   | W  | L  | PF | PA | Ends Gewonnen | Ends Verloren | Punktlose Ends | Gestohlene Ends | Treffer % |
| ---- | ------------------- | ---------------------- | -- | -- | -- | -- | ------------- | ------------- | -------------- | --------------- | --------- |
| 1    | Kanada              | Rachel Homan           | 10 | 1  | 82 | 47 | 48            | 36            | 12             | 13              | 84 %      |
| 2    | Schweiz             | Binia Feltscher        | 9  | 2  | 78 | 50 | 49            | 36            | 12             | 18              | 78 %      |
| 3    | Russland            | Anna Sidorowa          | 8  | 3  | 84 | 50 | 47            | 37            | 13             | 14              | 83 %      |
| 4    | Schweden            | Margaretha Sigfridsson | 8  | 3  | 90 | 56 | 47            | 39            | 11             | 9               | 82 %      |
| 5    | Südkorea            | Kim Ji-sun             | 8  | 3  | 81 | 70 | 47            | 44            | 9              | 14              | 77 %      |
| 6    | Vereinigte Staaten  | Allison Pottinger      | 6  | 5  | 78 | 66 | 46            | 44            | 10             | 15              | 80 %      |
| 7    | Volksrepublik China | Liu Sijia              | 6  | 5  | 70 | 74 | 48            | 43            | 9              | 12              | 77 %      |
| 8    | Deutschland         | Imogen Oona Lehmann    | 3  | 8  | 58 | 76 | 45            | 44            | 15             | 16              | 71 %      |
| 9    | Tschechien          | Anna Kubešková         | 3  | 8  | 65 | 80 | 42            | 51            | 11             | 12              | 72 %      |
| 10   | Schottland          | Kerry Barr             | 2  | 9  | 50 | 89 | 33            | 58            | 3              | 7               | 69 %      |
| 11   | Dänemark            | Madeleine Dupont       | 2  | 9  | 58 | 85 | 49            | 49            | 5              | 10              | 73 %      |
| 12   | Lettland            | Evita Regža            | 1  | 10 | 41 | 92 | 32            | 52            | 8              | 2               | 69 %      |

## Tiebreaker
Freitag, 21. März, 14:30
| Team     |    | 1 | 2 | 3 | 4 | 5 | 6 | 7 | 8 | 9 | 10 | Gesamt |
| -------- | -- | - | - | - | - | - | - | - | - | - | -- | ------ |
| Schweden | 🔨 | 1 | 0 | 1 | 0 | 1 | 0 | 1 | 0 | 1 | 0  | 5      |
| Südkorea |    | 0 | 1 | 0 | 1 | 0 | 3 | 0 | 1 | 0 | 1  | 7      |

## Playoffs
|  | Page-Playoffs | Page-Playoffs | Page-Playoffs |   |          | Halbfinale | Halbfinale | Halbfinale |         |   | Finale | Finale | Finale |
|  |               |               |               |   |          |            |            |            |         |   |        |        |        |
|  | 1             | Kanada        | 8             |   |          |            |            |            |         |   |        |        |        |
|  | 2             | Schweiz       | 3             |   |          |            |            |            |         | 1 | Kanada | 5      |        |
|  | 2             | Schweiz       | 3             | 2 | Schweiz  | 7          |            |            |         | 1 | Kanada | 5      |        |
|  |               |               |               | 2 | Schweiz  | 7          |            | 2          | Schweiz | 9 |        |        |        |
|  |               | 4             | Südkorea      | 3 |          |            |            | 2          | Schweiz | 9 |        |        |        |
|  | 3             | 4             | Südkorea      | 3 | Russland | 5          |            |            |         |   |        |        |        |
|  | 3             |               |               |   | Russland | 5          |            |            |         |   |        |        |        |
|  | 4             | Südkorea      | 9             |   |          |            |            |            |         |   |        |        |        |

### 1. gegen 2.
Freitag, 21. März, 19:30
| Team    |    | 1 | 2 | 3 | 4 | 5 | 6 | 7 | 8 | 9 | 10 | Gesamt |
| ------- | -- | - | - | - | - | - | - | - | - | - | -- | ------ |
| Kanada  | 🔨 | 0 | 1 | 1 | 0 | 2 | 0 | 1 | 0 | 3 | X  | 8      |
| Schweiz |    | 0 | 0 | 0 | 1 | 0 | 1 | 0 | 1 | 0 | X  | 3      |

### 3. gegen 4.
Samstag, 22. März, 09:00
| Team     |    | 1 | 2 | 3 | 4 | 5 | 6 | 7 | 8 | 9 | 10 | Gesamt |
| -------- | -- | - | - | - | - | - | - | - | - | - | -- | ------ |
| Russland | 🔨 | 2 | 0 | 1 | 0 | 0 | 1 | 0 | 0 | 1 | 0  | 5      |
| Südkorea |    | 0 | 1 | 0 | 2 | 2 | 0 | 1 | 1 | 0 | 2  | 9      |

### Halbfinale
Samstag, 22. März, 14:00
| Team     |    | 1 | 2 | 3 | 4 | 5 | 6 | 7 | 8 | 9 | 10 | Gesamt |
| -------- | -- | - | - | - | - | - | - | - | - | - | -- | ------ |
| Schweiz  | 🔨 | 1 | 0 | 1 | 0 | 2 | 0 | 0 | 0 | 3 | X  | 7      |
| Südkorea |    | 0 | 1 | 0 | 1 | 0 | 1 | 0 | 0 | 0 | X  | 3      |

### Spiel um Platz 3
Sonntag, 23. März, 12:00
| Team     |    | 1 | 2 | 3 | 4 | 5 | 6 | 7 | 8 | 9 | 10 | 11 | Gesamt |
| -------- | -- | - | - | - | - | - | - | - | - | - | -- | -- | ------ |
| Südkorea | 🔨 | 0 | 0 | 0 | 1 | 0 | 0 | 2 | 0 | 3 | 0  | 0  | 6      |
| Russland |    | 1 | 0 | 1 | 0 | 0 | 1 | 0 | 1 | 0 | 2  | 1  | 7      |

### Finale
Sonntag, 23. März, 19:30
| Team    |    | 1 | 2 | 3 | 4 | 5 | 6 | 7 | 8 | 9 | 10 | Gesamt |
| ------- | -- | - | - | - | - | - | - | - | - | - | -- | ------ |
| Kanada  | 🔨 | 0 | 0 | 2 | 0 | 2 | 0 | 1 | 0 | 0 | X  | 5      |
| Schweiz |    | 0 | 0 | 0 | 2 | 0 | 1 | 0 | 3 | 3 | X  | 9      |